# Грищенко, Григорий Евтеевич
Грищенко Григорий Евтеевич (10 марта 1902 года — 1962 год) — контр-адмирал, участник Великой Отечественной войны, деятель советского Военно-морского флота, защитник Ленинграда.

## Биография
Родился 10 марта 1902 года в селе Ново-Константиновка Днепропетровской области Украинской ССР. В 1924 году поступил на службу в ВМФ. В 1928 году окончил Военно-морское училище им. М. В. Фрунзе, проходил службу шифровальщиком в штабе Черноморского флота. В 1931 году занял должность старшего специалиста в группе крейсеров Черноморского флота. В 1932 года вернулся служить в штаб флота.
В 1937 году в звании капитана 3-го ранга поступил на учебу в Военно-морскую академию им. К. Е. Ворошилова. В 1938 году получил должность комиссара командного факультета Военно-морской академии им. К. Е. Ворошилова.
В 1941 году проходил службу на Черноморском флоте. В 1943 году командовал разведывательным отделом штаба Балтийского флота.
В 1946 году замещал должность начальника Ленинградского военно-морского подготовительного училища, а позднее Ленинградского военно-морского нахимовского училища, в период с 1949 по 1961 год возглавил последнее.
За заслуги перед отечеством награжден орденами Красного Знамени, Отечественной войны I степени, Красной Звезды, медалями.
Скончался в 1962 году в Ленинграде, погребен на Большеохтинском кладбище.

## Награды
- Орден Ленина
- Орден Красного Знамени[2]
- Орден Отечественной войны I степени
- Орден Красной Звезды
- Медаль «За оборону Ленинграда»[3]
- Медаль «За взятие Кенигсберга»
- Медаль «За оборону Севастополя»
- Медаль «За победу над Германией в Великой Отечественной войне 1941—1945 гг.»[4]